# Ipimorpha semiconfluens
Ipimorpha semiconfluens là một loài bướm đêm trong họ Noctuidae.